# Steppe à genévriers du Haut Atlas méditerranéen
 (août 2023).
La mise en forme du texte ne suit pas les recommandations de Wikipédia : il faut le « wikifier ».
Les points d'amélioration suivants sont les cas les plus fréquents. Le détail des points à revoir est peut-être précisé sur la page de discussion.
- Les titres sont pré-formatés par le logiciel. Ils ne sont ni en capitales, ni en gras.
- Le texte ne doit pas être écrit en capitales (les noms de famille non plus), ni en gras, ni en italique, ni en « petit »…
- Le gras n'est utilisé que pour surligner le titre de l'article dans l'introduction, une seule fois.
- L'italique est rarement utilisé : mots en langue étrangère, titres d'œuvres, noms de bateaux, etc.
- Les citations ne sont pas en italique mais en corps de texte normal. Elles sont entourées par des guillemets français : « et ».
- Les listes à puces sont à éviter, des paragraphes rédigés étant largement préférés. Les tableaux sont à réserver à la présentation de données structurées (résultats, etc.).
- Les appels de note de bas de page (petits chiffres en exposant, introduits par l'outil «  Source ») sont à placer entre la fin de phrase et le point final[comme ça].
- Les liens internes (vers d'autres articles de Wikipédia) sont à choisir avec parcimonie. Créez des liens vers des articles approfondissant le sujet. Les termes génériques sans rapport avec le sujet sont à éviter, ainsi que les répétitions de liens vers un même terme.
- Les liens externes sont à placer uniquement dans une section « Liens externes », à la fin de l'article. Ces liens sont à choisir avec parcimonie suivant les règles définies. Si un lien sert de source à l'article, son insertion dans le texte est à faire par les notes de bas de page.
- La présentation des références doit suivre les conventions bibliographiques. Il est recommandé d'utiliser les modèles {{Ouvrage}}, {{Chapitre}}, {{Article}}, {{Lien web}} et/ou {{Bibliographie}}. Le mode d'édition visuel peut mettre en forme automatiquement les références.
- Insérer une infobox (cadre d'informations à droite) n'est pas obligatoire pour parachever la mise en page.

Pour une aide détaillée, merci de consulter Aide:Wikification.
Si vous pensez que ces points ont été résolus, vous pouvez retirer ce bandeau et améliorer la mise en forme d'un autre article.
 (mai 2021).
Localisation

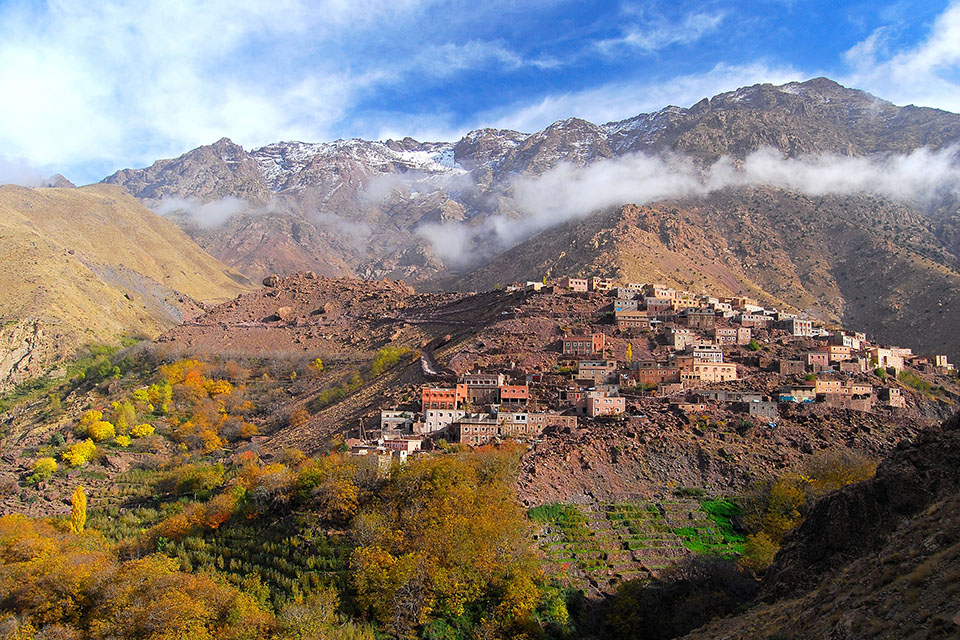
High'Atlas

La steppe à genévriers du Haut Atlas méditerranéen est une écorégion de prairies et d'arbustes montagnards au Maroc. Elle s'étend le long de la chaîne du Haut Atlas, dans les montagnes de l'Atlas du nord-ouest de l'Afrique.

## Géographie
L'écorégion s'étend de 2 700 mètres d'altitude jusqu'à 4 167 mètres d'altitude sur le Toubkal, qui est le plus haut sommet d'Afrique du Nord.

## Climat
L'écorégion a un climat montagnard tempéré. Les précipitations annuelles moyennes varient de 200 à 600 mm, et jusqu'à 1 000 mm dans les zones les plus humides. Les pentes exposées au nord sont généralement plus fraîches et plus humides, et les neiges peuvent persister jusqu'à sept mois au-dessus de 3 500 mètres d'altitude. Les pentes exposées au sud sont généralement plus arides, et sont exposées aux vents desséchants du Sahara.

## Flore

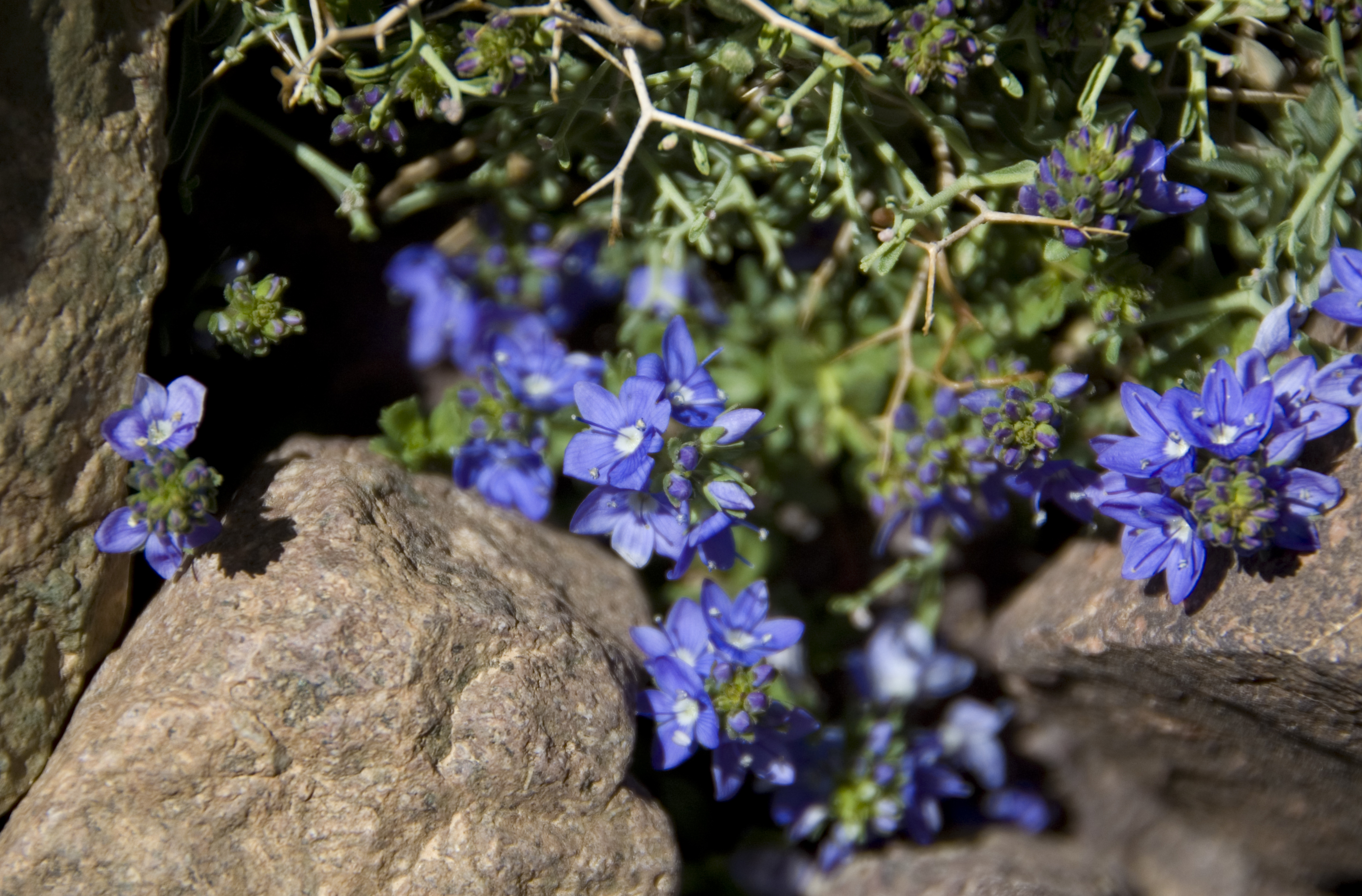
veronica toubkal

Les forêts ouvertes de genévrier (Juniperus thurifera) et de chêne vert à feuilles persistantes (Quercus ilex) sont la communauté végétale caractéristique, s'étendant jusqu'à la limite des arbres à environ 3 200 mètres. Le cyprès du Maroc (Cupressus atlantica), en danger critique d'extinction, a été réduit à quelques centaines d'arbres dispersés dans la partie occidentale de l'aire de répartition. Des arbustes épineux et coussinets couvrent le sol, notamment Cytisus balansae, Erinacea anthylis, Prunus prostrata et Astragalus armatus.
Les peuplements plus denses de chênes et de genévriers ont un sous-étage d'arbustes qui aiment l'ombre, notamment Fraxinus dimorpha, Lonicera arborea, Crataegus lacinata, Buxus sempervirens et Berberis vulgaris australis, entrecoupés de grands arbustes Juniperus oxycedrus et Ephedra nebrodensis et de plantes herbacées Cephalantera rubra, Helleborine latifolia, Festuca triflora et Festuca rubra.
Des prairies ouvertes couvrent les lignes de crête, et s'étendent de la limite des arbres jusqu'aux sommets, entrecoupées de zones de roches nues. Ces prairies d'altitude sont adaptées aux vents forts et aux conditions alpines, et comprennent Avena montana, Festuca mairei, Festuca alpina, et Ranunculus geraniifolius.
À plus faible altitude, les forêts de genévriers et de chênes se transforment en forêts de feuillus à feuilles persistantes, qui s'étendent jusqu'à 2 800 mètres d'altitude sur les pentes humides exposées au nord, et les forêts de conifères xériques s'étendent de 1 500 mètres d'altitude à 3 100 mètres sur les pentes plus sèches exposées au sud.

## Faune
Le Haut Atlas abrite le léopard de Barbarie (Pathera pardus panthera) et le mouton de Barbarie (Ammotragus lervia). Parmi les autres mammifères, on trouve le renard roux (Vulpes vulpes), le chacal doré (Canis aureus), le sanglier (Sus scrofa), le spermophile de Barbarie (Atlantoxerus getulus), la mangouste égyptienne (Herpestes ichneumon), le porc-épic à crête (Hystrix cristata) et le putois d'Europe (Mustela putorius).
Les oiseaux indigènes comprennent l'accenteur alpin (Prunella collaris) et le grive à queue rousse (Monticola saxatilis).[3] Le parc national de Toubkal abrite une population reproductrice de martinet à croupion blanc (Apus caffer), ainsi que le roselin africain (Rhodopechys alienus) et l'alouette marocaine (Eremophila alpestris atlas).
Les reptiles endémiques du Haut Atlas comprennent le gecko diurne de l'Atlas (Quedenfeldtia trachyblepharus), Quedenfeldtia moerens, le lézard nain de l'Atlas (Lacerta andreanskyi), le scinque de montagne de l'Atlas (Chalcides montanus), et la vipère de montagne de l'Atlas (Vipera monticola).

## Zones protégées
Les zones protégées comprennent le parc national du Toubkal et le parc national du Haut Atlas Oriental.